# 노랑머리낮도마뱀붙이
노랑머리낮도마뱀붙이(Phelsuma klemmeri)는 옐로헤드 데이 게코(yellow-headed day gecko), 클레머 데이 게코(Klemmer's day gecko), 치어풀 데이 게코(cheerful day gecko)라 불리며, 도마뱀붙이과에 속한 주행성 도마뱀붙이의 일종이다. 이 절멸위기종은 마다가스카르 북서부에 고유하며, 해안가의 건조, 습윤 삼림에 서식하고, 대나무에서 살아간다. 노랑머리낮은 곤충과 꽃꿀을 먹는다.

## 어원
종명 klemmeri는 독일의 파충류학자 콘라드 클레머(Konrad Klemmer)를 기린 것이다.

## 분포
노랑머리낮은 마다가스카르 북서부의 해안가에서 살아간다. 안삿사카(en:Antsatsaka)의 만드로조호(Mandrozo Lake) 근방의 암파신다바반도(Ampasindava Peninsula)에서만 서식한다고 알려져있다.

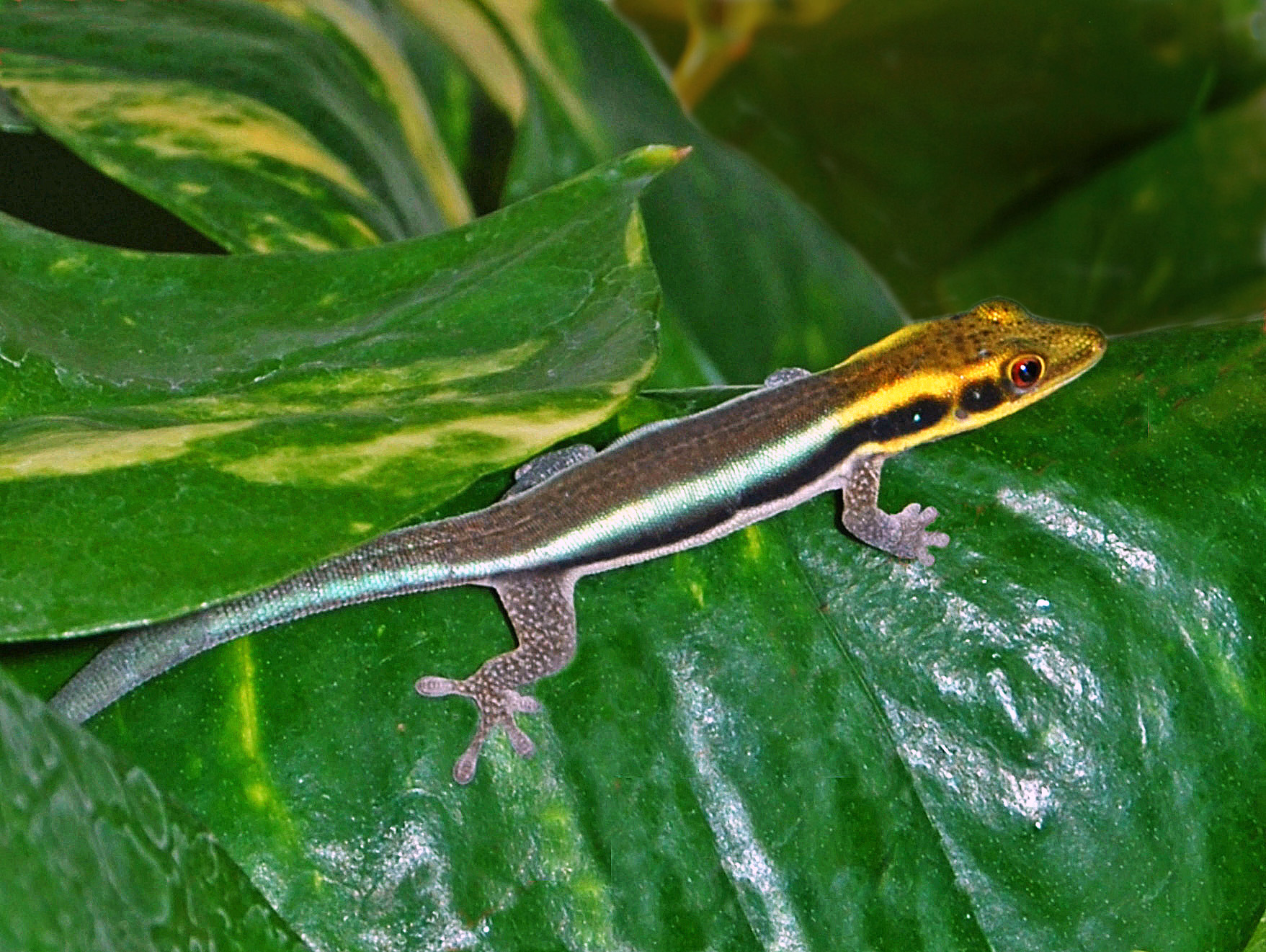
노랑머리낮도마뱀붙이

노랑머리낮은 보통 대나무숲에서 살아간다. 때로는 사이프낮도마뱀붙이, 큰낮도마뱀붙이와 같이 서식한다. 노랑머리낮은 노란 죽순에서만 발견되는데, 위험이 도사릴 때 숨기에도 좋다.

## 형태
노랑머리낮은 낮도마뱀붙이속 중에 제일 작은 편이며, 꼬리까지 최대 10 cm에 달한다. 몸은 가늘고 납작하며, 머리는 노란색이고, 주둥이는 길쭉하며, 등의 앞, 가운데는 청록색을, 등 뒤는 연갈색을 띈다. 꼬리는 보통 청록색이다. 눈 뒤로 난 검은 줄무늬는 귓구멍 앞에서 끊어졌다가 뒷다리까지 이어진다. 다리와 발가락에는 갈색 점이 나있다. 배는 회백색이다. 수컷은 대퇴공 둘레가 주황색이기 때문에 성별을 쉽게 구별할 수 있다.

## 습성
노랑머리낮은 다양한 곤충 따위의 무척추동물을 잡아먹는다. 부드럽고 달콤한 과육, 꽃가루, 꽃꿀도 좋아한다.
노랑머리낮은 햇볕을 쬐는 것을 좋아하며, 보통 소규모의 집단을 이루어 살아간다.
암컷은 죽순에 알을 낳아 숨긴다. 온도가 27 °C에 이를 때는 새끼는 39-52 일 후에 부화한다. 신생아는 길이가 22-29 mm 에 달한다.

## 사육
노랑머리낮은 널리 사육되며, IUCN은 노랑머리낮이 밀렵될 것 같지 않다고 본다.

## 참고 문헌
- Glaw F, Vences M (1994). A Fieldguide to the Amphibians and Reptiles of Madagascar, Second Edition. Cologne, Germany: Vences & Glaw Verlag / Serpents Tale. 480 pp. ISBN 978-3929449-01-3.
- Henkel F-W; Schmidt W (1995). Amphibien und Reptilien Madagaskars, der Maskarenen, Seychellen und Komoren. Stuttgart: Ulmer. ISBN 3-8001-7323-9. (in German).
- McKeown, Sean (1993). The general care and maintenance of day geckos. Lakeside, California: Advanced Vivarium Systems.
- Seipp R (1991). "Eine neue Art der Gattung Phelsuma Gray 1825 von Madagaskar (Reptilia: Sauria: Gekkonidae)". Senckenbergiana Biologica 71: 11-14. (Phelsuma klemmeri, new species). (in German).